# Schönreuth (Landkreis Karlsruhe)
Schönreuth war eine geplante Gemeinde im südlichen Landkreis Karlsruhe, welche Anfang der 1970er Jahre während der Gebietsreform in Baden-Württemberg durch den Zusammenschluss der vier Gemeinden Schöllbronn, Schluttenbach, Spessart und Völkersbach hätte entstehen sollen. Die Gemeinde hätte bei einem Zustandekommen etwa 6000 Einwohner gehabt.
Im Jahr 1972 entschied sich die Gemeinde Spessart jedoch gegen das Projekt und ging durch einen Eingemeindungsvertrag als Stadtteil in der Großen Kreisstadt Ettlingen auf.
Daraufhin versuchten die anderen drei übrig gebliebenen Gemeinden eine Einigung zu finden, um sich zusammenschließen zu können.
Als sich dann im selben Jahr noch auch der Gemeinderat Völkersbach gegen Schönreuth aussprach und sich für eine Eingemeindung nach Malsch entschied, obwohl die Mehrheit der Völkersbacher Bevölkerung für einen Zusammenschluss zur Gemeinde Schönreuth war, wurde das Vorhaben ad acta gelegt.
Im Jahr 1974 traten dann Schöllbronn und Schluttenbach durch freiwilligen Zusammenschluss als Stadtteile der Großen Kreisstadt Ettlingen bei.